# ارزش ذاتی (اخلاق)
در اخلاق، ارزش ذاتی ویژگی هر چیزی است که به خودی خود ارزشمند است. ارزش ذاتی بر خلاف ارزش ابزاری (همچنین به عنوان ارزش بیرونی شناخته می‌شود) است، که ویژگی هر چیزی است که ارزش خود را از رابطه با یک چیز ذاتی باارزش دیگر می‌گیرد. ارزش ذاتی همیشه چیزی است که یک شی «در خود» یا «به خاطر خود» دارد و یک ویژگی ذاتی است. یک شی با ارزش ذاتی ممکن است به عنوان یک غایت، یا در اصطلاح کانتی، به عنوان یک غایت در خود در نظر گرفته شود.